# Jerome Ramatlhakwane
Jerome Ramatlhakwane (Malolwane, Botsuana; 29 de mayo de 1985) es un futbolista de Botsuana que juega en la posición de delantero y que actualmente milita en el Township Rollers de la Liga Premier de Botsuana.

## Carrera

### Club
| Periodo   | Club                         |
| --------- | ---------------------------- |
| 2005–2006 | Mogoditshane Fighters        |
| 2006–2008 | Mochudi Centre Chiefs        |
| 2008      | APOP Kinyras Peyias FC       |
| 2008–2011 | Santos Cape Town             |
| 2009–2010 | → Thanda Royal Zulu (cedido) |
| 2011      | Vasco da Gama                |
| 2013      | Mochudi Centre Chiefs        |
| 2013–2014 | CS Don Bosco                 |
| 2015–     | Township Rollers             |

### Selección nacional
Debutó el 15 de noviembre de 2006 en un partido amistoso ante Suazilandia en el que anotó el único gol del partido jugado en Gaborone; y actualmente es el máximo goleador de la selección nacional.
Con la selección ganó el torneo Cuatro Naciones de Suazilandia en 2008.

## Logros

### Club
- Liga Premier de Botsuana: 6

2007/08, 2012/13, 2015/16, 2016/17, 2017/18, 2018/19
- Copa Desafío de Botsuana: 1

2008
- IFA Shield: 1

2008
- Copa Mascom Top 8: 1

2018

### Individual
- Golador de la Copa COSAFA 2013.[10]